# إنريكي سانز
إنريكي سانز (بالإسبانية: Enrique Sanz) (و. 1989  م) هو دراج إسباني، مركز لعبه هو عداء دراجات.

## روابط خارجية
- إنريكي سانز على موقع الاتحاد الدولي للدراجات (الإنجليزية)
- إنريكي سانز على موقع أرشيف الدراجات (الإنجليزية)
- إنريكي سانز على موقع إحصائيات الدراجات الإحترافية (الإنجليزية)
- إنريكي سانز على موقع نسبة الدراجات (الإنجليزية)
- إنريكي سانز على موقع CycleBase (الإنجليزية)